# Томас Реньйонес
Томас Реньйонес (ісп. Tomás Reñones; нар. 9 серпня 1960, Сантьяго-де-Компостела) — іспанський футболіст, що грав на позиції правого захисника, зокрема, за мадридський «Атлетіко», а також національну збірну Іспанії.

## Клубна кар'єра
Народився 9 серпня 1960 року в місті Сантьяго-де-Компостела. Вихованець футбольної академії «Барселони». Проте у дорослому футболі дебютував 1981 року виступами за команду «Компостела» з рідного міста.
1982 року перейшов до системи мадридського «Атлетіко», де протягом двох сезонів грав за його другу команду. З 1984 року почав виступати за основну команду «Атлетіко». Відіграв за мадридський клуб наступні дванадцять сезонів своєї ігрової кар'єри. Більшість часу, проведеного у складі «Атлетіко», був основним гравцем захисту команди. За цей час чотири рази вигравав у складі мадридців кубок Іспанії, а у своєму останньому сезоні в команді здобув титул чемпіона Іспанії.
Залишив «Атлетіко» 1996 року, завершував кар'єру у командах «Марбелья» і «Сан Педро» у Сегунді Б.

## Виступи за збірну
1985 року дебютував в офіційних матчах у складі національної збірної Іспанії. Протягом кар'єри у національній команді, яка тривала 5 років, провів у її формі 19 матчів.
Був основним правим захисником збірної на чемпіонаті світу 1986 року в Мексиці і чемпіонаті Європи 1988 року у ФРН.

## Політична кар'єра
Після завершення кар'єри футболіста пішов у політику. Був обраний депутатом міської ради муніципалітету Марбелья. 2006 року став виконувачем обов'язків мера Марбельї, утім невдовзі був заарештований і звинувачений у корупції.

## Титули і досягнення
- Чемпіон Іспанії (1):

«Атлетіко»: 1995–1996
- Володар Кубка Іспанії (4):

«Атлетіко»: 1984–1985, 1990–1991, 1991–1992, 1995–1996
- Володар Суперкубка Іспанії (1):

«Атлетіко»: 1985